# Tôn Thúc Ngao
Vĩ Ngao (chữ Hán: 蔿敖, 630 TCN — 593 TCN), tính Mị thị Vĩ, tự Tôn Thúc (孙叔), tên khác là Nhiêu, tự khác là Ngải Liệp 1; thường gọi là Tôn Thúc Ngao (孙叔敖), là lệnh doãn nước Sở thời Xuân Thu trong lịch sử Trung Quốc. Ông có công giúp Sở Trang vương xưng bá.

## Thân thế
Ông là hậu duệ của Sở Vĩ Mạo (tức Sở Lệ vương), ông nội là lệnh doãn Vĩ Lã Thần, cha là tư mã Vĩ Giả. Vĩ Ngao được sinh ra ở làng Bạch Thổ  bên hồ Hải Tử thuộc Dĩnh Đô  2. Có lẽ người trước đời Tần quen đặt tự ở trước tên, nên người nước Sở gọi ông là Tôn Thúc Ngao 3.
Sau khi Vĩ Giả bị hại, ông lánh nạn ở ấp Kỳ Tư 4 . Đông Chu Liệt Quốc kể rằng Tôn Thúc Ngao cõng mẹ lánh nạn ở Mộng Trạch, chỉ là thuyết đến từ các tiểu thuyết thông tục xuất hiện vào đời Thanh.

## Công tích

### Trị thủy
Trong thời gian lánh nạn ở Kỳ Tư, ước đoán vào khoảng năm 605 TCN – 599 TCN , Tôn Thúc Ngao lãnh đạo nhân dân tháo nước sông Kỳ Tư tưới ấp Vu Lâu 5. Đây là Kỳ Tư Bi (hồ chứa nước) 6 , công trình thủy lợi dạng kênh ngòi đầu tiên được sử sách ghi nhận ở Trung Quốc.
Trong thời gian làm lệnh doãn (ước đoán 599 TCN – 596 TCN), tương truyền Tôn Thúc Ngao xây dựng Thược Bi (芍陂, có thuyết khác là Sở đại phu Tử Tư thời Chiến Quốc) 7. Thược Bi từ đời Hán còn gọi là An Phong Đường, nên nhà Tùy tại đây đặt huyện An Phong 8 . Năm 1988, Quốc vụ viện Trung Quốc công nhận An Phong Đường là đơn vị văn vật trọng điểm được quốc gia bảo hộ.
Kỳ Tư Bi, Thược Bi đều là công trình thủy lợi quan trọng của Lưỡng Hoài, các triều đại về sau nhiều lần bảo trì, bảo dưỡng. Đời Tam Quốc, lần lượt Tào Tháo, Đặng Ngải tiến hành đại tu nhằm phục vụ công tác đồn điền. Đời Tây Tấn có Lưu Tụng, đời Lưu Tống có Lưu Nghĩa Hân, đời Tùy có Triệu Quỹ đều cho đại tu nhằm mở rộng diện tích trồng trọt. Các đời Minh, Thanh nhiều lần tiến hành tiểu tu.

### Trị chánh
Vào khoảng năm 599 TCN – 600 TCN, ông được lệnh doãn Ngu Khâu tiến cử với Sở Trang vương để thay mình 910. Tôn Thúc Ngao ba lần làm tướng, ba lần từ chức 11, thi hành giáo hóa, trên dưới hòa hợp, phong tục tốt đẹp, giảm nhẹ hình phạt, quan lại không tham nhũng, giặc cướp không nổi lên; thu đông khuyên dân cày cấy, xuân hạ chài lưới, dân chúng sinh hoạt an vui, nước Sở trở nên giàu mạnh.
Đương thời nước Sở lưu hành "Nghĩ tị tiền" (tiền mũi kiến), Trang vương hiềm rằng trọng lượng nhỏ, nên đổi tiền bé dùng tiền lớn, khiến trăm họ sử dụng không được thuận lợi, giới thương nhân gặp nhiều tổn thất, kéo nhau rời bỏ việc kinh doanh. Tôn Thúc Ngao nắm được tình hình, thỉnh cầu khôi phục chế độ tiền tệ. Chỉ sau 3 ngày, chợ búa nước Sở sầm uất trở lại như trước.
Người nước Sở quen dùng xe nhỏ, không tiện để ngựa kéo. Trang vương muốn ban luật cho cả nước phải làm xe cao lớn, Tôn Thúc Ngao can rằng bắt buộc như thế sẽ khiến người ta phản cảm, đề nghị nâng cao cái bực cửa ở chợ. Bực cửa cao thì xe nhỏ đi qua không nổi, những người ngồi xe đều tự nhận là quân tử, cảm thấy xuống xe để đi qua thì bất tiện, nên đều đổi dùng xe cao lớn.
Năm 597 TCN, Tôn Thúc Ngao phù tá Sở Trang vương đánh bại quân Tấn ở đất Bật , hoàn thành bá nghiệp.

## Hậu sự
Tôn Thúc Ngao mất sau trận Bật không lâu 12. Khi sắp mất, ông dặn con nhờ cậy Ưu Mạnh. Cả đời Tôn Thúc Ngao thanh liêm, gia cảnh nghèo khó. Người con đến lúc bần cùng, tìm gặp Ưu Mạnh. Hơn năm sau, Ưu Mạnh khéo léo nhắc nhở Sở Trang vương, nên người con được phong 400 hộ của đất Tẩm Khâu , để thờ phụng Tôn Thúc Ngao 13.

## Dật sự

### Đánh rắn 2 đầu
Giả tử 14 kể lại câu chuyện Tôn Thúc Ngao đánh rắn hai đầu, đại lược như sau:
Tôn Thúc Ngao cùng mẹ lánh nạn, thường ngày lo việc cày cuốc nuôi thân.
Một hôm, vác cuốc ra đồng, trông thấy một con rắn hai đầu, Thúc Ngao tự nghĩ: Người ta thường nói, kẻ nào thấy rắn hai đầu tất vong mạng. Nay ta thấy con vật chẳng lành này thì khó sống nổi. Vậy ta hãy giết nó đi để tránh cho người khác khỏi mắc nạn như ta.
Liền đánh chết con rắn, chôn nơi bờ ruộng. Khi về thưa chuyện cùng mẹ. Bà mẹ nói: Lành dữ là do lòng mình chứ đâu phải do rắn. Lòng con đã nghĩ đến điều lành, thì việc gặp rắn có dữ đến đâu cũng không có gì đáng ngại.

### Ông già Hồ Khâu đến thăm Tôn Thúc Ngao
Liệt tử mượn Tôn Thúc Ngao làm nhân vật trong câu chuyện dụ ngôn của mình ở thiên Thuyết phù. Bài viết dùng bản dịch của Nguyễn Hiến Lê, Liệt Tử và Dương Tử, Phần II: Liệt tử, Chương IV: Tỉnh và mộng:
NHÚN NHƯỜNG LÀ MỘT CÁCH GIỮ MÌNH (bài VIII.17)
(Hồ Khâu trượng nhân vị Tôn Thúc Ngao)
Một vị trưởng lão ở Hồ Khâu bảo Tôn Thúc Ngao: Có ba cái oán ông biết không?
Tôn Thúc Ngao hỏi: Những cái nào vậy?
- Tước cao thì bị người ta ghen, chức lớn thì bị người ta ghét, lộc hậu thì bị người ta oán.
Tôn Thúc Ngao bảo: Tước tôi càng cao thì tôi càng tự hạ mình xuống, chức tôi càng lớn thì tôi càng cho là nhỏ, lộc của tôi càng hậu thì tôi phân phát càng nhiều, như vậy tránh được ba cái oán đó chăng?

## Chú giải
- Chú giải 1:  Hàm Đan Thuần, tài liệu đã dẫn: "Sở tướng Tôn quân, húy Nhiêu, tự Thúc Ngao…, tự khác là Ngải Liệp…"
- Chú giải 2:  Viên Đình, tài liệu đã dẫn.
- Chú giải 3:  Trương Chánh Minh, tài liệu đã dẫn.
- Chú giải 4:  Tuân Tử, tài liệu đã dẫn: "Sở tử Tôn Thúc Ngao, người vùng ven đất Kỳ Tư". Hàm Đan Thuần, tài liệu đã dẫn: "…vốn là người huyện ta, Kỳ Tư thời Lục quốc [9] thuộc Sở".
- Chú giải 5:  Hoài Nam tử, tài liệu đã dẫn: "… tháo nước sông Kỳ Tư [10], rồi tưới đồng ruộng Vu Lâu [11]"
- Chú giải 6:  Lý Phưởng, tài liệu đã dẫn: "…Sở tướng làm Kỳ Tư Bi, rồi tưới Vu Lâu."
- Chú giải 7:  Những ghi chép sớm nhất về Thược Bi được tìm thấy ở Hậu Hán Thư. Quyển 76, Liệt truyện 66, Tuần lại truyện, Vương Cảnh truyện: "năm Kiến Sơ thứ 8 (83) thăng làm Lư Giang thái thú… trong quận có Thược Bi do Sở tướng Tôn Thúc Ngao xây dựng…" Quyển 112, Chí 22, Quận quốc 4, Dương Châu. Cửu Giang quận. Đương Đồ huyện [12] chua rằng: "Hoàng Lãm chép: mộ của Sở đại phu Tử Tư ở hương Đông Sơn của huyện, cách huyện về phía tây 40 dặm. Tử Tư tạo Thược Bi." [13] Nhưng Hậu Hán thư ra đời sau Thược Bi đến 1500 năm, lại không có tài liệu đối chứng, những tài liệu khác như Lịch Đạo Nguyên (Nam Bắc triều) – Thủy kinh chú đều trích dẫn từ chính Hậu Hán thư, nên chẳng có cách nào xác nhận.
- Chú giải 8:  Cựu Đường thư, tài liệu đã dẫn: "Thọ Châu… An Phong… trong huyện có Thược Bi, tưới vạn khoảnh ruộng, gọi là An Phong Đường. Người Tùy nhân đó đặt làm huyện."
- Chú giải 9:  Tư Mã Thiên, tài liệu đã dẫn: "Ngu Khâu tiến cử ông với Sở Trang vương", Lữ lãm, Tán năng kể Thẩm Doãn Hành tiến cử ông, Đào Ngột (một bộ cổ thư ghi chép lịch sử nước Sở) kể rằng "Trang vương bèn chiêu sính kẻ sĩ tứ phương, tìm được Tôn Thúc Ngao", Mạnh tử viết "Tôn Thúc Ngao (được) cất nhắc ở bể, Bách Lý Hề (được) cất nhắc ở chợ".
- Chú giải 10:  Không rõ thời gian nhiệm chức cụ thể của Tôn Thúc Ngao. Dương Quỳnh, tài liệu đã dẫn, căn cứ vào thời điểm trận chiến ở đất Bật diễn ra (597 TCN) – được xem là thời điểm Sở Trang vương xưng bá – và chi tiết "Thúc Ngao trị Sở 3 năm mà nước Sở xưng bá" được ghi chép trong Đào Ngột, tương đồng với Vương Duyên Thọ (Đông Hán) – Tôn Thúc Ngao miếu bi ký: "ông lo nước quên mình, trù hoạch 3 năm" mà suy ngược lại 3 năm.
- Chú giải 11:  Tư Mã Thiên, tài liệu đã dẫn: "nên 3 lần làm tướng mà không mừng, biết mình có tài vậy; 3 lần bỏ chức mà không hối, biết mình không tội vậy".
- Chú giải 12:  Hoài Nam tử, tài liệu đã dẫn: "Trang vương đã thắng Tấn ở khoảng Hà Ung, trở về muốn phong thưởng Tôn Thúc Ngao, Thúc Ngao từ chối không nhận, phát nhọt mà chết".
- Chú giải 13:  Tư Mã Thiên – Sử ký, Hoạt kê liệt truyện
- Chú giải 14:  Giả tử là bộ sách do Giả Nghị trước tác, ban đầu gọi là Giả Nghị tân thư. Lưu Hướng biên soạn lại, theo Hán thư, Nghệ văn chí bản mới này có 58.000 chữ, gọi là Giả tử tân thư, đời sau bỏ nốt 2 chữ "tân thư", gọi là "Giả tử".